# 達伶
達伶（1987年11月6日—），本名施岱伶，舊藝名泡芙姐姐，曾是MOMO親子台簽約藝人，現藝名達伶、達伶姐姐，因舞藝精湛，會跳舞又會編舞、教學，舞台魅力極佳，號稱「兒童界蔡依林」，台灣台北人。以兒童節目主持人出道，爸媽票選兒童台最親切的姐姐、最會帶動現場氣氛的姐姐，於2017年離開親子台，改藝名為達伶，現為全方位藝人、女演員、主持人及MOMO親子台的編舞老師，舞台劇導演、編舞家，擅長舞蹈與插畫、設計Line貼圖，共出三版泡芙姐姐原創貼圖，擁有客家委員會客語初級認證，也是專業相聲演員，目前為各大企業、學校的表演、鏡頭語言教學老師。2022年擔任台中市政府衛生局長照代言人，並以無黨籍參選新北市三重區過田里里長但未當選。

## 經歷
- 參加MOMO家族生力軍徵選活動，經過台灣北中南三區初選、複賽、決賽三次面試後選出20人參與培訓，數月培訓後成功簽約，和一起參加甄選的海苔哥哥、檸檬哥哥、哈密瓜哥哥、小紅莓姐姐、香草姐姐一同成為MOMO親子台的生力軍，2010年6月正式開始錄影，已於2017年離開Momo家族。

- 2016年，跨足公共電視、大愛電視兒童節目，主持公共電視<台灣囝仔，讚>外景節目[1]，走遍台灣各地小學。
- 同年，出版《跟著小泡芙 一起玩畫畫》插畫教學書，並於信義誠品舉辦首場簽書會。

- 2017年加入綜藝行列，參與各大綜藝節目通告，並成為中天綜合台，綜藝醫療節目<金牌大健諜> 助理主持人[2]。
- 同年，擔任 大愛電視台 心念微電影徵選活動代言人[3]。

- 2018年跨足相聲界，參與吳兆南相聲劇藝社大型公演，同年擔任國防部823戰役大型晚會主持人。

- 擔任MOMO親子台內培訓新人的舞蹈老師，並參與上百首兒歌舞蹈創作、節目舞蹈創作以及2012年北京兒少春晚節目編排、舞台劇舞蹈編排、兒童節目企劃等。

- 2019年參與多部戲劇演出，並擔任重要角色。

- 2019年 於“吳門20-師出吳名”年度公演上，拜師成為吳兆南相聲劇藝社第三代弟子[4]，相聲譜名“施天天”，由台中市長盧秀燕擔任其保師。

- 2019年 成為專業咖啡達人，榮獲精品咖啡師認證。

- 2020年 發行公益單曲洗手歌「霹靂洗霹靂洗洗」，擔任製作人、作詞作曲、舞蹈編排，並與大醫院醫護們共同宣導防疫，兒童防疫代言人。

- 2020年 Podcast「達伶姐姐說故事」兒童故事節目正式開播，擔任節目主持人、製作人，並在2021榮登KKBOX年度風雲百大Podcast，節目至今為熱門兒童節目。

- 2021年 加入三立電視台 八點檔陣容。

- 2022年 擔任臺中市衛生局長照代言人。參選新北市三重區過田里里長。
- 2023年 創辦小芙星王國。致力於提供學齡兒童各式活動的服務。創立線上的youtube頻道「小芙星王國」 （页面存档备份，存于）[5]，提供原創的故事陪伴小朋友、以及各式的親子舞蹈教學影片 （页面存档备份，存于）。
- 2023年 由創辦的小芙星王國自行設計「泡芙妹妹」肖像，在各種線上及線下活動讓泡芙妹妹布偶登場。 （页面存档备份，存于）提供更豐富的活動。

## 戲劇
| 年 份  | 播放電視台 | 劇 名                 | 飾 演  |
| 2017年 | 客家電視台 | 勞動之王              | 謝雅玲 |
| 2018年 | 華視       | 莒光園地真相          | 邱雨涵 |
| 2019年 | 華視       | 《蘇爺爺的肖像畫》    | 蘇玉晴 |
| 2019年 | 三立台灣台 | 《天之蕉子》          | 阿麗   |
| 2019年 | 華視       | 《我的媽媽100分》     | 美莉   |
| 2020年 | 三立台灣台 | 《天之驕女》          | Amy    |
| 2021年 | 三立台灣台 | 戲說台灣-《城隍報恩》 | 牡丹   |
| 2021年 | 大愛電視台 | 《飄洋過海來愛你》    | 月梅   |

## 電視節目
MOMO親子台
- MOMO歡樂谷
- 就是愛跳舞
- 剪刀石頭布vol.1
- 剪刀石頭布vol.2
- 就是愛運動
- 我是地球人
- 一起來畫畫
- 寶貝星樂園
- MOMO這一家飾演奶奶，泡泡

中天綜合台 
- 金牌大健諜情報員 甜不辣

大愛電視台
- 情牽四萬里助理主持
- 地球保衛戰兒童環保競賽節目主持
- 國民漢字須知國字節目助理主持

公共電視台
- 台灣囝仔,讚兒童外景節目主持人

華視
- 超齡實習生短劇演員 達伶妹妹

## 專輯
- MOMO歡樂谷4（CD+DVD）（2010-12-26，富康唱片）- 歡樂谷的奇幻樂園
- MOMO歡樂谷5（CD+DVD）（2011-12-23，富康唱片）- 歡樂谷的愛的進行曲
- MOMO歡樂谷6（CD+DVD）（2012-12-28，富康唱片）- 歡樂谷的音樂魔法
- MOMO歡樂谷7（CD+DVD）（2013-12-24，富康唱片）- 歡樂谷的閃亮新世界
- MOMO歡樂谷8（CD+DVD）（2014-12-11，富康唱片）- momo飛到歡樂谷
- MOMO歡樂谷9（CD+DVD）（2015-12-08，富康唱片）- 歡樂谷的快樂萬花筒
- 2017 早產兒基金會 代言人 單曲創作（包含作詞、舞蹈編排、主唱）
- 2020 防疫洗手歌曲 單曲創作 霹靂洗霹靂洗洗（包含詞曲、舞蹈編排、主唱）

## 外部連結
- MOMO新節目剪刀石頭布
- 小芙星王國Youtube頻道 （页面存档备份，存于）
- 泡芙-達伶姐姐 （页面存档备份，存于）
- 臉書-小芙星王國